# Holiday (pjesma Madonne)
"Holiday" je pjesma američke pjevačice Madonne s debitantskog albuma iz 1983. Pjesma je izdana kao treći singl s albuma 7. rujna 1983. pod Sire Recordsom. U obrađenoj verziji se pojavljuje 1987. na kompilaciji You Can Dance i 1990. na The Immaculate Collection. Pjesmu su napisali Curtis Hudson i Lisa Stevens, a do Madonne je došla preko njezinog menadžera John Beniteza. Kako je Madonna tražila potencijalni hit za svoj debitantski album, prihvatila je pjesmu te je s Benitezom napravila neke izmjene i dodala solo dionice klavira. Uz klavir se javljaju i zvukovi gitara, elekrtroničkih udaraljki i sintisajzera, a Madonna pjeva o uzimanju odmora.
Komercijalno, ovo je bio prvi Madonnin hit singl s Top 20 na američkoj Billboard Hot 100 i 1. mjestom na dance ljestvici. I u ostatku svijeta je ovo bio vrlo uspješan singl s Top 10 u većini europskih zemalja. Re-izdanje 1985. je dovelo pjesmu na 2. mjesto britanske top liste. Madonna je ovu pjesmu najviše izvodila na svojim turnejama, i to uglavnom kao završnu pjesmu ili u zadnjem segmentu koncerta.

## Nastanak pjesme
Madonna je 1983. započela snimanje svog debitantskog albuma s producetnom Reggie Lucasom iz Warner Bros. Recordsa, nakon što je Sire Records pristao vidjevši da je njezin prvi singl "Evreybody" postao klupski hit, ali nije imala dosta materijala za cijeli album. Lucas je kupio dvije nove pjesme, a Benitez je pozvan kako bi obradio pjesme. U međuvremenu je Madonnin suradnik s pjesme "Everybody" Steve Bray prodao pjesmu "Ain’t No Big Deal" drugoj diskografskoj kući. Benitez je morao tražiti novu pjesmu, pa je došao do uratka Curtisa Hudsona i Lise Stevens. Pjesmu "Holiday" su prethodno odbili The Supremes. Nakon što je Madonna snimila svoj vokal, Benitez je četiri dana radio na poboljšanju pjesme i njenoj komercijalnosti prije izlaska singla. Malo prije završetka, Madonna i Benitez su pokazali uradak Fred Zarru koji je dodao solo dionce klavira.
Iako je odlučeno da će pjesma "Lucky Star" izaći kao singl, umjesto nje je to bila pjesma "Holiday" jer je zabilježila veliki klupski uspjeh. Kasnije je pjesma obrađena u dub i groove verziji, te 1987. uključena na remix album You Can Dance. Također se pojavila i na prvoj kompilaciji najvećih hitova The Immaculate Collection u skraćenoj verziji. Madonna je 2005. tijekom jednog razgovora priznala kako joj je "Holiday" najdraža pjesma.

## Uspjeh pjesme
"Holiday" je prvi Madonnin hit singl, te se na ljestvici zadržao u razdoblju između Dana zahvalnosti i Božića 1983. To je prva Madonnina pjesma koja je ušla na Billboard Hot 100 i to na 88. mjesto sa završnim datumom 29. listopada 1983. Na najviše 16. mjesto je dospio u veljači 1984., te se na ljestvici sveukupno zadržao osamnaest tjedana. Pjesma je debitirala na osmom mjestu Hot Dance Club Play ljestvice, te je postao prvi Madonnin singl na vrhu ove jestvice. Na 1. mjestu se pjesma zadržala pet tjedana. Singl je izdan kao AA-strana s pjesmom "Lucky Star". Pjesma je ušla i na Hot R&B/Hip-Hop Song ljestvicu, te dospjela na 25. mjesto, a na ljestvici se zadržala dvadeset tjedana.
U Kanadi je pjesma debitirala na 48. mjestu ljestvice RPM časopisa, a dospjela je najviše na 39. mjesto. Na listi se zadraža dvanaest tjedana. U Ujedinjenom Kraljevstvu je pjesma dospjela na 6. mjesto britanske liste singlova, ali je doživjela re-izdanje 1985. kada je dospjela na 2. mjesto liste. Pjesma zbog koje nije dospjela na sam vrh je bila također Madonnina, "Into the Groove". Još jedno re-izdanje 1991. je donijelo pjesmi 5. mjesto. Pjesma je dobila zlatnu certifikaciju prema BPI u kolovozu 1985. U ostatku Europe je u Top 10 dospjela u Belgiji, Nizozemskoj, Njemačkoj i Irskoj, a Top 40 u Francuskoj, Italiji, Švedskoj i Švicarskoj. U Australiji je dospjela u Top 5.

## Live izvedbe
Madonna je pjesmu izvela na svim dosadašnjim turnejama osim Confessions Tour. Prvo je 1984. izvela pjesmu u dance showu American Bandstand. Zatim je 1985. godine uvrstila pjesmu na svoju prvu turneju koja je promovirala album, The Virgin Tour. Našla se kao druga pjesma koncerta. Iste godine u srpnju je izvela pjesmu na Live Aidu, humanitarnom koncertu u Philadelphiji.
Na Who’s That Girl Tour 1987., Madonna izvodi ovu pjesmu kao završnu pjesmu koncerta. Bila je to izvedba puna energije, s pozivom na slavlje i uživanje u odmoru. Zadnji dio pjesme je otpjevala dva puta, a zatim tražila od publike da nastavi kako bi se ona mogla urediti i završiti pjesmu. Izvedba je snimljena na dva različita VHS-a. Jedan koncert je sniman u Torinu 4. rujna 1987. te se može naći na izdanju Ciao, Italia! – Live from Italy, dok je drugi koncert sniman u Tokiju 22. lipnja 1987. i nalazi se na izdanju Who's That Girl – Live in Japan.
Za Blond Ambition Tour 1990., Madonna je izjavila: "Željela sam ubaciti jednu staru pjesmu za zabavu, a "Holiday" mi se činila kao svima najdraža. To je jedina moja stara pjesma za koju mogu reći da se ne osjećam da sam je prerasla dok ju pjevam." Pjesma se našla u završnici koncerta. Odjeću u stilku polke je krirao Jean-Paul Gaultier. Tri različite izvedbe se mogu vidjeti na izdanjima: Blond Ambition – Japan Tour 90, Blond Ambition World Tour Live i Truth or Dare. Izvedba s dokumentarnog filma je korištena u svrhu promocije samog filma. Bila je 1992. nominirana za četiri MTV-jeve nagrade u kategorijama: najbolji video, najbolji dance video, najbolja koreografija i najbolje kinematografija u videu, ali nije osvojila nagradu.
Na The Girlie Show Tour 1993., pjesma je izvedena u alternativnoj verziji. Tema je bila vojska. Na pola izvedbe, Madonna zaustavlja pjesmu kako bi radila vojne vježbe s plesačima i publikom. Pjesma je izazvala snažnu rekaciju u Puerto Ricu kada je Madonna trljala njihovom nacionalnom zastavom u svom međunožju. Za Drowned World Tour 2001., Madonna je nosila krznenu bundu i Dolce & Gabbana majicu na kojoj je s prednje strane pisalo Mother a sa stražnje F*cker. Pjesmu je izvela i na sljedećoj turneji, Re-Invention Tour 2004. Ovdje je također bila završna pjesma koncerta. Madonna je nosila škotski kilt. Pjesma je uključena na live album i dokumentarni film I'm Going to Tell You a Secret.
I na najuspješnijoj solo turneji Sticky & Sweet Tour je pjesma našla svoje mjesto, ali tek u drugom dijelu turneje. 2009. godine je ova pjesma zamijenila pjesmu "Heartbeat" s albuma Hard Candy. Za vrijeme pjesme je Madonna odavala čast Michael Jacksonu koji je preminuo tjedan dana prije nego što je nastavak turneje započeo. Kako je Madonna pjevala pjesmu, slike mladog Jacksona su se pojavljivale na velikom ekranu, a njegov imitator je na pozornici izvodio poznate Jacksonove plesove. Holiday zatim prelazi u Jacksonove veike hitove "Billie Jean" i "Wanna Be Startin' Somethin'". Madonna se obraća publici i kaže: "Izrazimo poštovanje jednom od najvećih umjetnika svih vremena", a pubika zatim plješće.

## Popis formata i pjesama
| - Američki / europski 7" singl 1. "Holiday" (7" Version/Edit) – 3:50 2. "I Know It" – 3:45 - Američki / europski 12" singl 1. "Holiday" (Album Version) – 6:07 2. "I Know It" – 3:45 | - Britanski 7" singl 1. "Holiday" (7" Version/Edit) – 3:50 2. "Think of Me" – 4:53 - Britanski 12" singl 1. "Holiday" (Album Version) – 6:07 2. "Think of Me" – 4:53 |

## Na ljestvicama
| Ljestvica (1984. – 1985.)          | Pozicija |
| ---------------------------------- | -------- |
| Australija (Kent Music)            | 4        |
| Belgija (VRT Top 30)               | 8        |
| Kanada (RPM)                       | 32       |
| Nizozemska                         | 7        |
| Francuska                          | 37       |
| Njemačka                           | 9        |
| Irska                              | 2        |
| Italija                            | 26       |
| Švedska                            | 20       |
| Švicarska                          | 18       |
| Ujedinjeno Kraljevstvo             | 2        |
| U.S. Billboard Hot 100             | 16       |
| U.S. Billboard Hot Dance Club Play | 1        |